# Amphimetra laevipinna
Amphimetra laevipinna is een haarster uit de familie Himerometridae.
De wetenschappelijke naam van de soort werd in 1882 gepubliceerd door Philip Herbert Carpenter.